# Bester (Tokombéré)
Pour les articles homonymes, voir Bester.
Bester (ou Besteré, Bistere) est une localité du Cameroun située dans le département du Mayo-Sava et la Région de l'Extrême-Nord, à proximité de la frontière avec le Nigeria. Elle fait partie de l'arrondissement de Tokombéré et du canton de Ouldémé.

## Population
En 1966-1967 la localité comptait 310 habitants, principalement des Ouldémé. À cette date elle était inaccessible en voiture
Lors du recensement de 2005, 601 personnes y ont été dénombrées.